# Augustin Uher
Augustin Uher (17. února 1908 Lomnice – 25. prosince 1985 Ivančice) byl novinář, spisovatel a historik.

## Život
Narodil se v rodině stolařského mistra Augustina Uhra a jeho ženy Josefy jako nejmladší ze čtyř dětí. Vychodil obecnou a měšťanskou školu v Lomnici. Až odmaturoval na tišnovském gymnáziu, nechal se zapsat ke studiu na Filosofické fakultě Masarykovy university v Brně (obory: čeština, dějepis, dějiny umění). Po promoci působil na První české reálce v Brně a později v Zemském archivu, kde pracoval na edici zemských desk. V roce 1937 se oženil s kolegyní ze studií Olgou Vávrovou (dcera ředitele měšťanské školy v Ivančicích). Když byl povolán do Olomouce, přispíval do katolického týdeníku Našinec. Měl také zásluhu na tom, že byla 21. února 1947 otevřena Palackého univerzita. Před volbami nastupoval jako řečník a veřejně varoval před komunistickým nebezpečím. V roce 1948 byl vyhozen z redakce „Našince“, který se pak přestal vydávat. Roku 1949 vážně onemocněl (hrozilo mu vězení, byl odposloucháván, byl na něj vyvíjen psychický nátlak) a byl donucen odejít do ivalidního důchodu. V roce 1950 se usadil v Ivančicích, ale přesto nikdy nezapomněl na svoji rodnou Lomnici. Nechal zrestaurovat sochu sv. Václava před Lomnicí. Jako historik se podílel na rekonstrukci mnoha památek Moravy, např. zámeckáho areálu v Jaroměřicích nad Rokytnou. Zemřel v Ivančicích.